# فيل إدواردز (لاعب كريكت)
فيل إدواردز (16 أبريل 1984 في المملكة المتحدة - ) (بالإنجليزية: Phil Edwards)‏ هو لاعب كريكت بريطاني. لعب مع Kent County Cricket Club ‏ وSuffolk County Cricket Club ‏ ونادي جامعة كامبريدج للكريكيت ‏.

## وصلات خارجية
- فيل إدواردز على موقع إي آس بي آن كريك إنفو (الإنجليزية)